# Velvet (serie de televisión)
Velvet (inicialmente llamada Galerías Velvet) es una serie de televisión española creada por Ramón Campos y Gema R. Neira y producida por Bambú Producciones para Antena 3. La serie gira en torno al amor de los protagonistas, Ana Ribera (Paula Echevarría) y Alberto Márquez (Miguel Ángel Silvestre), con un elenco coral donde destaca una mezcla de actores consagrados como José Sacristán, Natalia Millán, Ángela Molina o Aitana Sánchez-Gijón y actores jóvenes como Amaia Salamanca, Cecilia Freire, Marta Hazas, Maxi Iglesias, Llorenç González y Sara Rivero entre otros muchos. La serie fue rodada en el teatro Antena 3, dentro de las instalaciones de Atresmedia en San Sebastián de los Reyes (Comunidad de Madrid) y en diversos exteriores de Madrid.
La serie se estrenó el 17 de febrero de 2014 y tiene un coste aproximado de 500.000 euros por episodio. El 19 de julio de 2016, a través de la cuenta de Twitter de Antena 3, se confirmó la finalización de la serie, independientemente de los resultados a obtener en la emisión de la cuarta temporada, siendo emitido el último episodio el 21 de diciembre de ese mismo año.
En febrero de 2017 se confirmó que Movistar+ había llegado a un acuerdo con Atresmedia para adquirir la marca y producir una serie derivada titulada Velvet Colección con un reparto coral encabezado por Marta Hazas.

## Temporadas
| Temporadas | Temporadas | Capítulos | Estreno                  | Final                   | Audiencia media | Audiencia media | Audiencia media |
| Temporadas | Temporadas | Capítulos | Estreno                  | Final                   | Espectadores    | Cuota           |                 |
| ---------- | ---------- | --------- | ------------------------ | ----------------------- | --------------- | --------------- | --------------- |
|            | 1          | 15        | 17 de febrero de 2014    | 26 de mayo de 2014      | 4 246 000       | 21,9%           |                 |
|            | 2          | 13        | 21 de octubre de 2014    | 2 de marzo de 2015      | 4 101 000       | 22,3%           |                 |
|            | 3          | 15        | 10 de septiembre de 2015 | 17 de diciembre de 2015 | 3 159 000       | 18,3%           |                 |
|            | 4          | 11        | 5 de octubre de 2016     | 21 de diciembre de 2016 | 3 572 000       | 21,7%           |                 |
| Total      | Total      | 54        | 17 de febrero de 2014    | 21 de diciembre de 2016 | 3 772 000       | 20,9%           |                 |

## Sinopsis
Ambientada en 1958, en las lujosas Galerías Velvet, ubicadas en el número 34 de la Gran Vía madrileña y propiedad de Don Rafael Márquez. La trama gira en torno al amor entre Ana, una costurera que trabaja desde niña en las Galerías, y Alberto, el heredero del negocio.

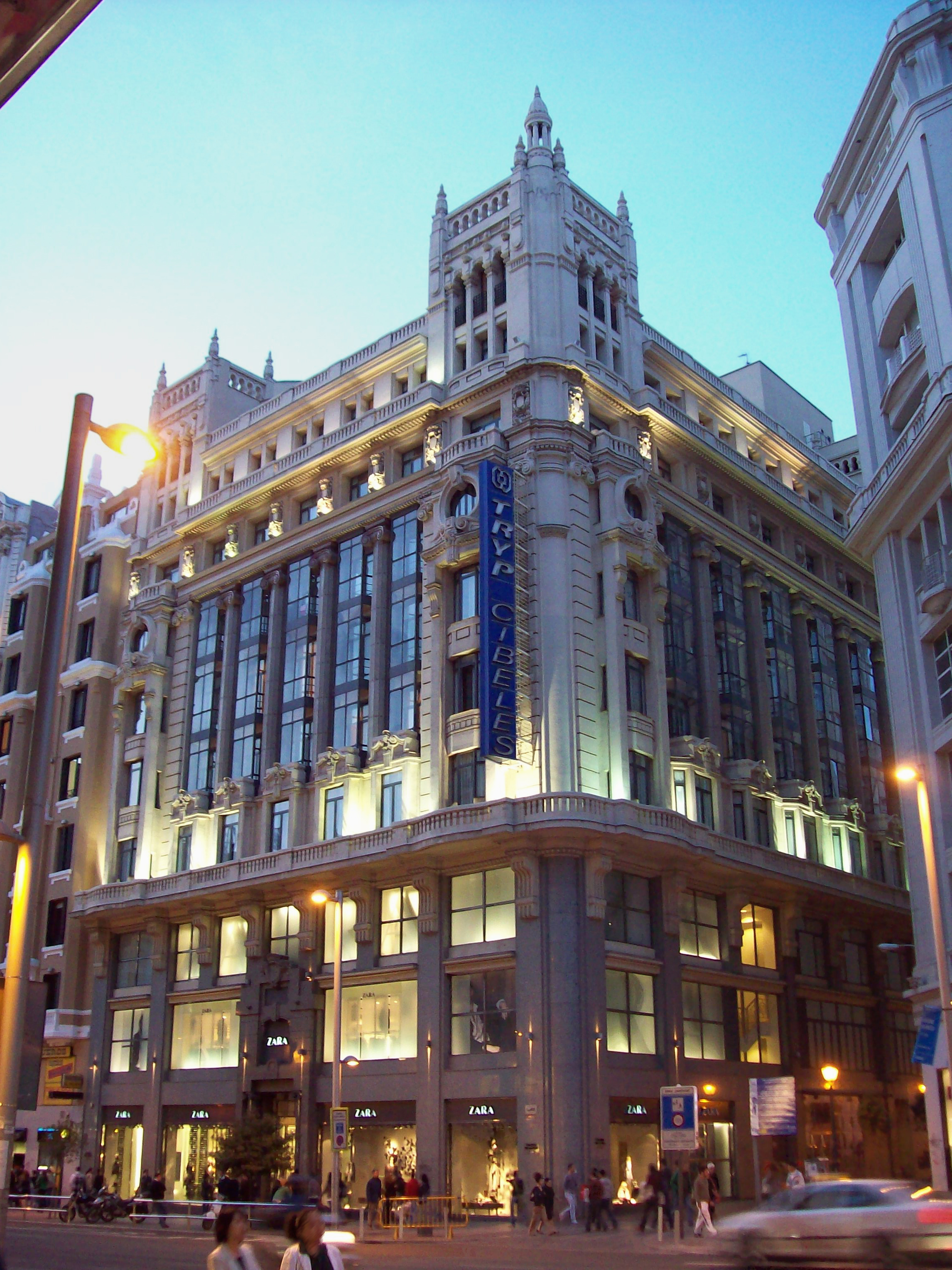
Hotel Cibeles, ubicado en el n.º 34 de la Gran Vía de Madrid, es el edificio en el que se inspiran las Galerías Velvet.

## Reparto
- Personajes de Velvet (serie de televisión)

## Cronología

### Principales
|                        |                                                | Temporadas Velvet | Temporadas Velvet | Temporadas Velvet | Temporadas Velvet |
| Actor                  | Personaje                                      |                   |                   |                   |                   |
| Actor                  | Personaje                                      | 1                 | 2                 | 3                 | 4                 |
| ---------------------- | ---------------------------------------------- | ----------------- | ----------------- | ----------------- | ----------------- |
| Paula Echevarría       | Ana Ribera López de Márquez                    | Principal         | Principal         | Principal         | Principal         |
| Miguel Ángel Silvestre | Alberto Márquez Navarro                        | Principal         | Principal         | Principal         | Recurrente        |
| Aitana Sánchez Gijón   | Blanca Soto Fernández                          | Principal         | Principal         | Principal         | Principal         |
| Manuela Velasco        | Cristina Otegui                                | Principal         | Principal         | Principal         | Principal         |
| Cecilia Freire         | Margarita "Rita" Montesinos Martín de Infantes | Principal         | Principal         | Principal         | Principal         |
| Marta Hazas            | Clara Montesinos Martín de Ruiz                | Principal         | Principal         | Principal         | Principal         |
| Adrián Lastra          | Pedro Infantes Delgado                         | Principal         | Principal         | Principal         | Principal         |
| Javier Rey             | Mateo Ruiz Lagasca                             | Principal         | Principal         | Principal         | Principal         |
| Miriam Giovanelli      | Patricia Márquez Campos vda. de Alcocér        | Principal         | Principal         | Principal         | Principal         |
| José Sacristán         | Emilio López                                   | Principal         | Principal         | Principal         | Principal         |
| Manuela Vellés         | Luisa Rivas                                    | Principal         | Principal         | Invitada          | Invitada          |
| Natalia Millán         | Gloria Campos                                  | Principal         | Invitada          | Invitada          |                   |
| Maxi Iglesias          | Max Expósito                                   | Principal         | Principal         |                   |                   |
| Sara Rivero            | Carmen Soto                                    | Principal         |                   |                   |                   |
| Asier Etxeandía        | Raúl de la Riva                                | Recurrente        | Principal         | Principal         | Principal         |
| Diego Martín           | Enrique Otegui                                 | Recurrente        | Principal         | Principal         | Principal         |
| Amaia Salamanca        | Bárbara de Senillosa de Otegui                 | Recurrente        | Principal         | Principal         |                   |
| Llorenç González       | Jonás Infantes                                 |                   | Principal         | Principal         | Principal         |
| Peter Vives            | Carlos Álvarez                                 | Invitado          | Principal         | Recurrente        | Invitada          |
| Ángela Molina          | Isabel Navarro                                 | Invitada          | Principal         | Invitada          |                   |
| Charlotte Vega         | Lucía Márquez Encinas                          |                   |                   | Principal         |                   |
| Francesco Testi        | Marco Cafiero                                  |                   |                   | Recurrente        | Principal         |

## Premios y nominaciones
- Premios de la Unión de Actores

| Año  | Categoría                   | Premiado        | Resultado |
| ---- | --------------------------- | --------------- | --------- |
| 2015 | Mejor actor secundario TV   | Asier Etxeandía | Ganador   |
| 2015 | Mejor actriz secundaria TV  | Cecilia Freire  | Nominada  |
| 2015 | Mejor actor de reparto TV   | Diego Martín    | Nominado  |
| 2016 | Mejor actor protagonista TV | José Sacristán  | Nominado  |
| 2016 | Mejor actor secundario TV   | Asier Etxeandía | Nominado  |
| 2016 | Mejor actor de reparto TV   | Adrián Lastra   | Ganador   |

- Premios Platino

| Año  | Categoría                                  | Resultado |
| ---- | ------------------------------------------ | --------- |
| 2017 | Mejor Miniserie o Teleserie Iberoamericana | Nominada  |

- Premios Produ

| Año  | Categoría   | Resultado |
| ---- | ----------- | --------- |
| 2017 | Mejor Serie | Nominada  |
| 2018 | Mejor Serie | Nominada  |

- Premios Feroz

| Año  | Categoría                             | Premiado                                 | Resultado |
| ---- | ------------------------------------- | ---------------------------------------- | --------- |
| 2016 | Mejor actor de reparto en televisión  | José Sacristán (ex aequo con Hugo Silva) | Ganador   |
| 2016 | Mejor actriz de reparto en televisión | Cecilia Freire                           | Nominada  |

- Fotogramas de Plata

| Año  | Categoría                  | Premiado         | Resultado |
| ---- | -------------------------- | ---------------- | --------- |
| 2014 | Mejor actriz de televisión | Cecilia Freire   | Nominada  |
| 2014 | Mejor actor de televisión  | Asier Etxeandía  | Nominado  |
| 2016 | Mejor serie de televisión  | Velvet           | Nominada  |
| 2016 | Mejor actor de televisión  | Asier Etxeandía  | Nominado  |
| 2016 | Mejor actriz de televisión | Paula Echevarría | Ganadora  |
| 2016 | Mejor actriz de televisión | Cecilia Freire   | Nominada  |

- Premios Ondas

| Año  | Categoría                        | Premiado       | Resultado |
| ---- | -------------------------------- | -------------- | --------- |
| 2014 | Mejor actor en ficción nacional  | José Sacristán | Ganador   |
| 2016 | Mejor actriz en ficción nacional | Cecilia Freire | Ganadora  |

- Premios Cosmopolitan Fun Fearless

| Año  | Categoría                  | Premiado                  | Resultado |
| ---- | -------------------------- | ------------------------- | --------- |
| 2015 | Mejor serie de televisión  | Velvet                    | Ganadora  |
| 2015 | Mejor actor de televisión  | Asier Etxeandía           | Ganador   |
| 2015 | Mejor actriz de televisión | Paula Echevarría          | Ganadora  |
| 2016 | Mejor actriz de televisión | Elenco femenino de Velvet | Ganadoras |

- C21 International Drama Awards (Reino Unido)

| Año  | Categoría                       | Premiado | Resultado |
| ---- | ------------------------------- | -------- | --------- |
| 2014 | Mejor Drama de habla no inglesa | Velvet   | Nominada  |

- Rockie Awards (Canadá)

| Año  | Categoría                  | Premiado | Resultado |
| ---- | -------------------------- | -------- | --------- |
| 2016 | Mejor melodrama televisivo | Velvet   | Nominada  |

- Premios Iris

| Año  | Categoría                                   | Premiado                            | Resultado                                                                          |
| ---- | ------------------------------------------- | ----------------------------------- | ---------------------------------------------------------------------------------- |
| 2014 | Mejor ficción                               | Velvet                              | Nominado                                                                           |
| 2014 | Mejor interpretación masculina de reparto   | José Sacristán                      | Nominado (Nominado a mejor interpretación masculina de reparto: 2014, 2015 y 2016) |
| 2014 | Mejor dirección de fotografía e iluminación | Jacobo Martínez                     | Nominado                                                                           |
| 2014 | Mejor dirección de arte y escenografía      | Carlos de Dorremochea Jorge de Soto | Nominado                                                                           |
| 2014 | Mejor música para TV                        | Lucio Godoy                         | Nominado                                                                           |
| 2016 | Mejor ficción                               | Velvet                              | Nominado                                                                           |
| 2016 | Mejor realización                           | David Flecha David Pinillos         | Ganadores                                                                          |

- Premios MIM Series

| Año  | Categoría                         | Premiado                   | Resultado |
| ---- | --------------------------------- | -------------------------- | --------- |
| 2014 | Mejor serie de televisión - Drama | Velvet                     | Nominada  |
| 2014 | Mejor dirección                   | Velvet                     | Nominada  |
| 2014 | Mejor actor protagonista - Drama  | Miguel Ángel Silvestre     | Nominado  |
| 2014 | Mejor actriz protagonista - Drama | Paula Echevarría           | Nominada  |
| 2014 | Mejor creación                    | Ramón Campos Gema R. Neira | Ganadores |
| 2015 | Mejor actriz protagonista - Drama | Paula Echevarría           | Nominada  |
| 2016 | Mejor actriz protagonista - Drama | Paula Echevarría           | Nominada  |

- Neox Fan Awards

| Año  | Categoría                  | Premiado                                | Resultado |
| ---- | -------------------------- | --------------------------------------- | --------- |
| 2014 | Mejor serie de televisión  | Velvet                                  | Ganadora  |
| 2014 | Mejor actor de televisión  | Maxi Iglesias                           | Ganador   |
| 2014 | Mejor actor de televisión  | Miguel Ángel Silvestre                  | Nominado  |
| 2014 | Mejor actriz de televisión | Paula Echevarría                        | Nominada  |
| 2014 | Mejor beso                 | Miguel Ángel Silvestre Paula Echevarría | Nominados |
| 2015 | Mejor serie de televisión  | Velvet                                  | Nominada  |
| 2015 | Mejor actor de televisión  | Miguel Ángel Silvestre                  | Nominado  |
| 2015 | Mejor actor de televisión  | Adrián Lastra                           | Nominado  |
| 2015 | Mejor actriz de televisión | Paula Echevarría                        | Ganadora  |
| 2015 | Mejor actriz de televisión | Marta Hazas                             | Nominada  |
| 2015 | Momento OMG                | Miguel Ángel Silvestre Paula Echevarría | Nominados |

## Emisión internacional
Atresmedia, Bambú Producciones y Beta Film llegaron a un acuerdo para la distribución internacional de Velvet. La serie tiene un gran éxito a nivel mundial. Durante el MIPTV (Mercado Internacional de Contenido Audiovisual y Digital) de 2014, celebrado en Cannes, los derechos de Velvet fueron adquiridos por Rai 1 para Italia y por el grupo M6 para Francia, emitiéndola por su canal Téva. Rai tiene además los derechos para una adaptación. En Lituania se empezó a emitir el 1 de junio de 2014, a través del canal LNK. En Rai 1, la ficción también tuvo éxito con una media del 14% de cuota de pantalla y 4 millones de seguidores, y además adquirió la secuela Velvet Colección. En Chile, el canal Chilevisión transmitió la serie en los años 2016 y 2017 y en Argentina, mediante el canal Telefe, se transmitieron las temporadas 1 y 2 de la serie, en septiembre de 2016. Mientras que en Uruguay comenzó su emisión en diciembre de 2016 en Teledoce. El 31 de marzo de 2021 es estrenado por primera vez en Perú vía Global Televisión.
De 2014 a 2022 se ha emitido en todos los países pertenecientes a Hispanoamérica todos los capítulos en abierto de Velvet y Velvet Colección en versión original.

### España
Velvet: de 2014 a 2016 se emitió la serie en Antena 3. Desde 2016 la serie está disponible en Atresplayer, desde 2020 también está disponible en Prime Video.
Velvet Colección: desde octubre de 2017 la serie está disponible en Movistar + y Atresplayer.
En Nova a partir de martes 8 de enero de 2024 de 19:30 a 21:00 de lunes a jueves a razón de un capítulo por día emiten la serie Velvet y en cuanto emiten el último capítulo el día siguiente emiten Velvet Colección. Por primera vez se podrá ver en TV en abierto Velvet Colección.

## Adaptaciones
El 23 de enero de 2025 se anuncia Velvet, título provisional de la adaptación de la serie, ambientada en Nueva York actual, que Telemundo estrenará en 2025, protagonizada por el español Yon González  y la mexicana Samantha Siqueiros. Velvet: el nuevo imperio inició su rodaje el 24 de febrero de 2025. Tiene previsto su estreno el 19 de mayo de 2025.